# Djibril Sidibé (calciatore 1982)
Djibril Sidibé (Bamako, 23 marzo 1982) è un ex calciatore maliano, di ruolo centrocampista.

## Carriera

### Club
In carriera ha giocato nel campionato maliano, francese e israeliano.

### Nazionale
Con la Nazionale maliana ha preso parte alla Coppa d'Africa nel 2002, nel 2004 e nel 2008.

## Palmarès

### Club

#### Competizioni nazionali
- Supercoppa francese: 1

Monaco: 2000
- Coppa d'Israele: 1

Hapoel Ramat Gan: 2012-2013